# Alix de Bourgogne-Auxerre
Pour les articles homonymes, voir Alix de Bourgogne et Adélaïde de Bourgogne (homonymie).
Alix de Bourgogne ou Adélaïde de Bourgogne, née vers 1251 et morte en 1290, est comtesse d'Auxerre, dame de Saint-Aignan et de Montjay, de la deuxième moitié du XIIIe siècle

## Biographie

### Origines
Alix, dite aussi Adélaïde de Bourgogne naît vers 1251. Elle est la fille d'Eudes de Bourgogne († 1266), comte de Nevers, d'Auxerre et de Mathilde II de Bourbon, dite Mahaut de Dampierre († 1262), comtesse de Tonnerre (1257-1262),.
Elle a deux sœurs, Yolande et Marguerite.
Elle est la petite-fille du duc de Bourgogne Hugues IV et la nièce du duc Robert II.

### Succession au comté d'Auxerre
Leur père, Eudes, meut croisé en 1266, laissant ses filles comme héritières. L'aînée, aînée, Yolande, a déjà hérité lors de son mariage avec Jean Tristan († 1270), quatrième fils de Saint Louis, du comté de Nevers. Jean Tristan cherche à obtenir les droits sur les comtés d'Auxerre et de Tonnerre, en s'appuyant sur le droit d'aînesse de son épouse. La question de la succession fait débat et le Parlement de Paris se charge de la résoudre à la suite d'une enquête. Il faut attendre l'année 1273 pour qu'un arrêt aboutisse au partage de l'héritage, attribuant le comté de Nevers à Yolande, celui de Tonnerre à Marguerite et Auxerre à Alix.

### Mariage
Alix de Bourgogne épouse, à Lantenay, le 1er novembre 1268, Jean de Chalon, seigneur de Rochefort et Châtelbelin, fils de Jean Ier de Chalon  le Sage, comte de Chalon et d'Auxonne (1227 à 1237), puis sire de Salins (à partir de 1237), et d'Isabelle de de Courtenay,.
Ils ont un fils, Guillaume († 1304), qui héritera des comtés d'Auxerre et de Tonnerre,.